# 19 Puppis
19 Puppis је појединачна звезда у сазвежђу Крма која се налази на NGC листи објеката дубоког неба.
Деклинација објекта је - 12° 55' 35" а ректасцензија 8h 11m 16,2s. Привидна величина (магнитуда) објекта 19 Puppis износи 11,5 а фотографска магнитуда 4,7.